# 1821: The Struggle for Freedom
1821: The Struggle for Freedom (tiếng Hy Lạp: 1821: Αγώνας για την Ελευθερία) là một trò chơi thuộc thể loại chiến lược theo lượt do nhà phát triển trò chơi Icehole Games của Hy Lạp (lúc đó được gọi là Metal Fin) đồng phát triển và phát hành vào năm 2001. Trong 1821: The Struggle for Freedom, người chơi được giao nhiệm vụ lãnh đạo quân đội Hy Lạp bị phân tán xuyên suốt cuộc chiến tranh giành độc lập Hy Lạp, và giải phóng đất nước Hy Lạp khỏi ách thống trị của Ottoman bằng cách kiểm soát cả khía cạnh kinh tế và quân sự trong nỗ lực cách mạng.

## Cách chơi
1821: The Struggle for Freedom là tựa trò chơi quản lý thống kê theo lượt có đồ họa 2D. Bản đồ trò chơi, được thể hiện dưới dạng isometric đại diện vùng đất Hy Lạp, bao gồm Peloponnese, Trung Hy Lạp, Thessaly, Epirus, Crete và quần đảo Aegea, được chia thành các vùng lãnh thổ nơi người chơi có thể dễ dàng di chuyển quân đội mình. Mỗi lãnh thổ chứa một thành phố, tạo ra doanh thu (tính bằng grosha) hàng tháng cho chủ sở hữu. Tất cả các thành phố đều có cư dân và quân đồn trú, với một số thành phố có lâu đài hoặc bến cảng – nếu thành phố đó nằm ở ven biển. Hơn nữa, mỗi thành phố được đặc trưng bởi một chỉ số nhiệt thành mang tính cách mạng, cho biết người chơi có thể dễ dàng giải phóng lãnh thổ đó như thế nào.
Mỗi vòng chơi tương ứng với một tháng thời gian trong trò chơi, với vòng cuối cùng diễn ra vào năm 1829. Mỗi đơn vị quân có 30 ngày trong trò chơi thao tác các hành động được chỉ định trong suốt một vòng chơi. Do đó, mỗi hành động (tức là chuyển quân), sẽ tốn một số ngày cụ thể để hoàn thành. Mỗi đơn vị quân có thể chứa tối đa bốn loại vũ khí chiến đấu khác nhau, cụ thể là binh lính phi chính quy (klepht), quân chính quy, kỵ binh và pháo binh, và được dẫn dắt bởi ít nhất một Anh hùng (Hero), mỗi đơn vị quân tương ứng với một nhân vật nổi bật trong chiến tranh giành độc lập Hy Lạp. Anh hùng được định hình từ các chỉ số ảnh hưởng đến những khía cạnh khác nhau trong trò chơi, bao gồm năng lực Chiến đấu (Combat), Thuyết phục (Persuasion), Danh tiếng (Popularity), Tham vọng (Ambition) và Tham lam (Greed). Anh hùng có chỉ số tham vọng hoặc tham lam cao dễ gây ra nội chiến hoặc thậm chí đào tẩu sang Đế quốc Ottoman. Đạo quân được định hình từ chỉ số Huấn luyện (Training) và Sĩ khí (Morale), những yếu tố này bị ảnh hưởng từ nhiều yếu tố khác nhau, chẳng hạn như việc tổ chức các đợt thao luyện quân sĩ, kết quả trận chiến và khả năng lãnh đạo của Anh hùng. Người chơi còn được yêu cầu tiếp tế binh lính của mình theo định kỳ, vì bất kỳ đội quân nào bị bỏ lại mà không có tiếp tế trong ba vòng liên tiếp sẽ bị giải tán ngay lập tức. Người chơi có thể củng cố cấp bậc của mình tại một thành phố mà họ chiếm giữ bằng phương thức bắt buộc, điều này gây tốn kém cả grosha và đồng thời làm giảm dân số địa phương, trong khi tàu có thể được đóng ở các cảng Hydra, Spetses và Psara với một khoản phí bằng tiền. Từ năm 1826 trở đi, người chơi cũng có thể kêu gọi sự giúp đỡ của ba cường quốc—Nga, Anh và Pháp—và nhận một đơn vị quân hoặc hạm đội đồng minh miễn phí một lần hoặc một khoản vay tiền tệ đáng kể.
Các trận đánh trong 1821: The Struggle for Freedom diễn ra bất cứ khi nào hai đội quân đối nghịch bước chân vào cùng một vùng lãnh thổ. Nếu thành phố trong lãnh thổ đó không có lâu đài, người chiến thắng trong trận chiến sẽ giành quyền kiểm soát thành phố. Nếu có một lâu đài và đội quân tấn công chiến thắng, quân phòng thủ sẽ tự mình củng cố lực lượng, và một cuộc bao vây sẽ xảy ra sau đó. Công thành chiến khiến quân phòng thủ tiêu hao dần tài nguyên của lâu đài. Khi những thứ này cạn kiệt, thành phố và cả toàn bộ lãnh thổ lọt vào tay quân tấn công. Kết quả của các trận chiến phần lớn bị ảnh hưởng bởi các loại địa hình trong vùng lãnh thổ mà trận chiến diễn ra. Có tổng cộng bốn dạng địa hình (núi, rừng, đồi và đồng bằng) và mỗi vùng lãnh thổ có thể được đặc trưng bởi hai đến bốn dạng địa hình khác nhau. Trước mỗi trận chiến, người chơi sẽ phải chọn dạng địa hình mà mình muốn để trận chiến diễn ra.

## Phát triển và phát hành
Quá trình phát triển 1821: The Struggle for Freedom kéo dài hai năm, trong đó các nhà phát triển trò chơi theo như báo cáo cho biết đã hoàn thành 95% khối lượng công việc tại nhà. Trò chơi được trình bày hoàn toàn bằng tiếng Hy Lạp và do đó chỉ được phát hành ở nước sở tại. Năm 2008, Icehole phát hành 1821: The Struggle for Freedom với giấy phép phần mềm miễn phí.